# Cary (Karolina Północna)

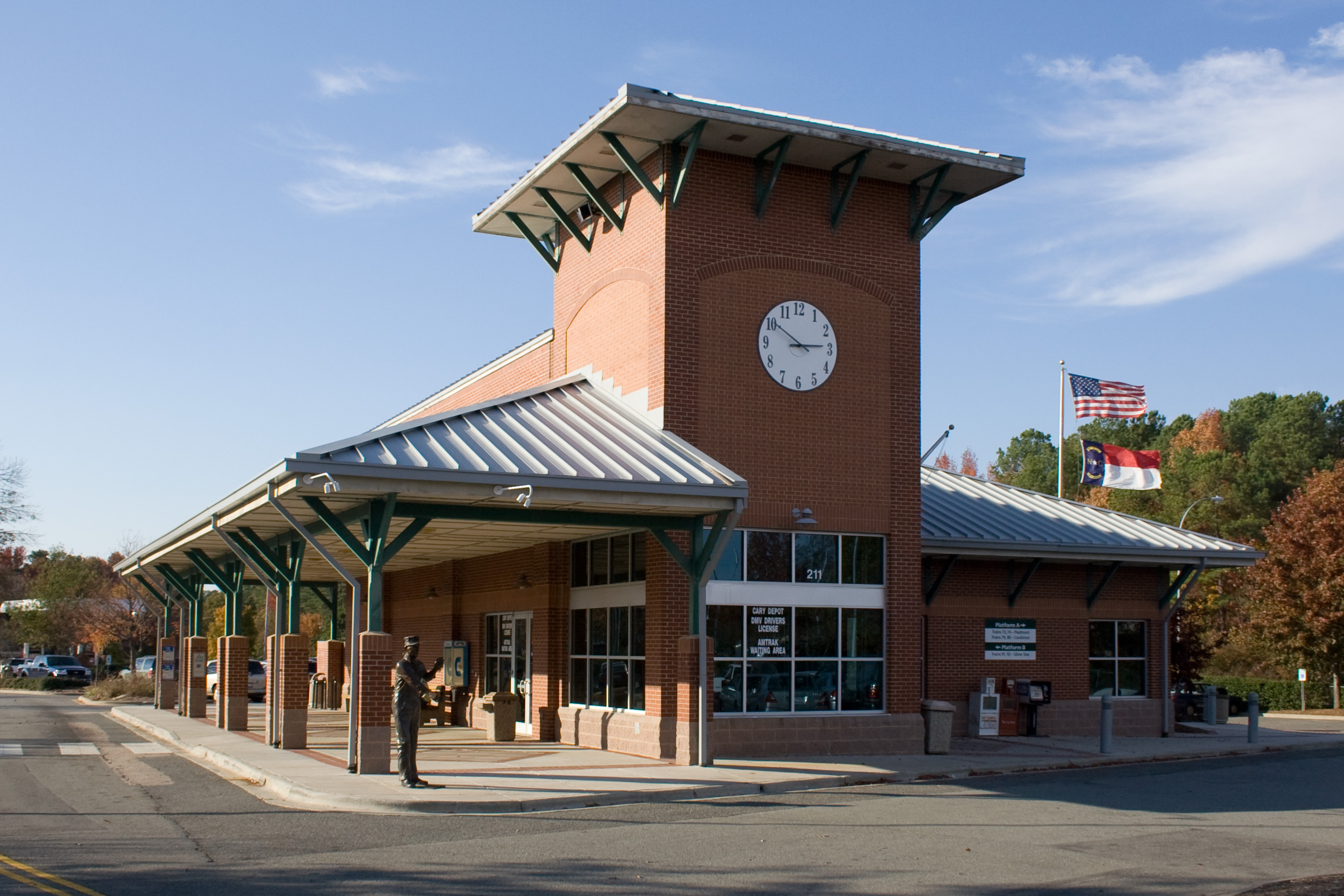
Stacja Amtrak w Cary

Cary – miasto we wschodniej części USA, w stanie Karolina Północna. Jest to znaczący ośrodek miejski, a także główne przedmieście w obszarze metropolitalnym Raleigh, który liczy ponad 1,5 miliona mieszkańców.
Populacja Cary dynamicznie wzrasta. Według danych z 2024 roku, miasto liczy 182,7 tys. mieszkańców. Ten szybki wzrost sprawia, że Cary jest jednym z najszybciej rozwijających się miast w Karolinie Północnej i w całym kraju.
Cary jest regularnie wyróżniane w rankingach krajowych. W 2024 roku miasto zajęło 5. miejsce na liście najlepszych miejsc do życia w USA, w zestawieniach publikowanych przez US News & World Report. Wysoki odsetek mieszkańców posiada wykształcenie wyższe, co jest związane z obecnością wielu firm technologicznych i badawczych w regionie. Miasto oferuje rozbudowaną sieć parków, ścieżek rowerowych i terenów rekreacyjnych. 

## Demografia
Według danych pięcioletnich z 2023 roku, 60,1% mieszkańców stanowili biali (58% nie licząc Latynosów), 20,4% Azjaci, 7,9% deklarowało przynależność do dwóch lub więcej ras, 7,6% mieszkańców to czarnoskórzy Amerykanie lub Afroamerykanie, 0,2% rdzenna ludność Ameryki i 0,1% Hawajczycy i osoby pochodzące z innych wysp Pacyfiku. Latynosi jakiejkolwiek rasy stanowili 9,3% populacji miasta.
Mieszkańcy deklarują głównie pochodzenie angielskie (14,1%), hinduskie (12,2%), niemieckie (11,2%), irlandzkie (8,2%), włoskie (5,6%), „amerykańskie” (4,8%), szkockie lub szkocko–irlandzkie (4,2%), chińskie (3,8%) i meksykańskie (3,5%). 23,7% mieszkańców urodziło się poza granicami USA. 

## Współpraca
- Markham, Kanada
- Meath, Irlandia
- Xinzhu, Republika Chińska
- Le Touquet, Francja
- Bandırma, Turcja